# Satèl·lit menor

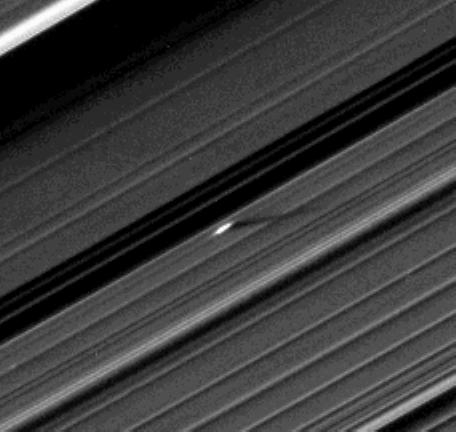
La satèl·lit de 400 metres Earhart a l'anell A de Saturn, just fora de la bretxa d'Encke

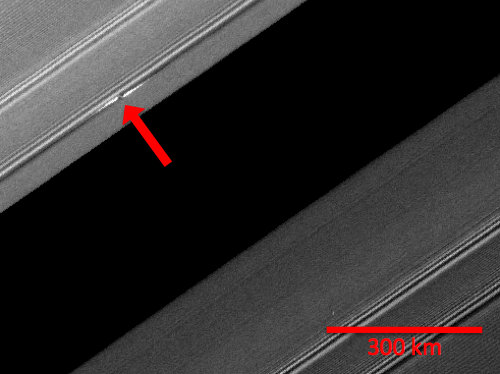
Una altra imatge d'Earhart

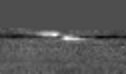
Un altre satèl·lit anomenat Bleriot

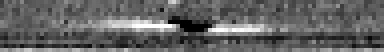
Un satèl·lit menor anomenat Santos-Dumont

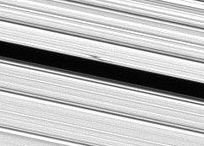
Un satèl·lit menor a l'anell A de Saturn

Un satèl·lit menor, satèl·lit natural menor o lluna menor és un satèl·lit natural particularment petit que orbita un planeta, un planeta nan o un altre planeta menor.
Fins al 1995, els satèl·lits només eren components hipotètics de l'estructura de l'anell F de Saturn, però aquell any, la Terra va passar pel pla de l'anell de Saturn. El Telescopi Espacial Hubble i l'Observatori Europeu del Sud van capturar objectes que orbitaven prop o prop de l'anell F. El 2004, la Cassini va atrapar un objecte de 4-5 quilòmetres de diàmetre a l'anell exterior de l'anell F i després 5 hores més tard a l'anell F interior, mostrava que l'objecte havia orbitat.
S'han anomenat satèl·lits menors tres tipus diferents de petits satèl·lits:
- Un cinturó d'objectes incrustats en un anell planetari, especialment al voltant de Saturn, com els de l'anell A, S/2009 S 1 a l'anell B (satèl·lits menors d'"hèlix"),[2][3] i els de l'anell F[4]
- Ocasionalment els satel·lits asteroidals, com les de (87) Sílvia[5]
- S'han vist llampecs a prop del satèl·lit jovià, Amaltea, que probablement siguin deixalles expulsades de la seva superfície
- Subsatèl·lits[6]